# Kazimierz Bartel

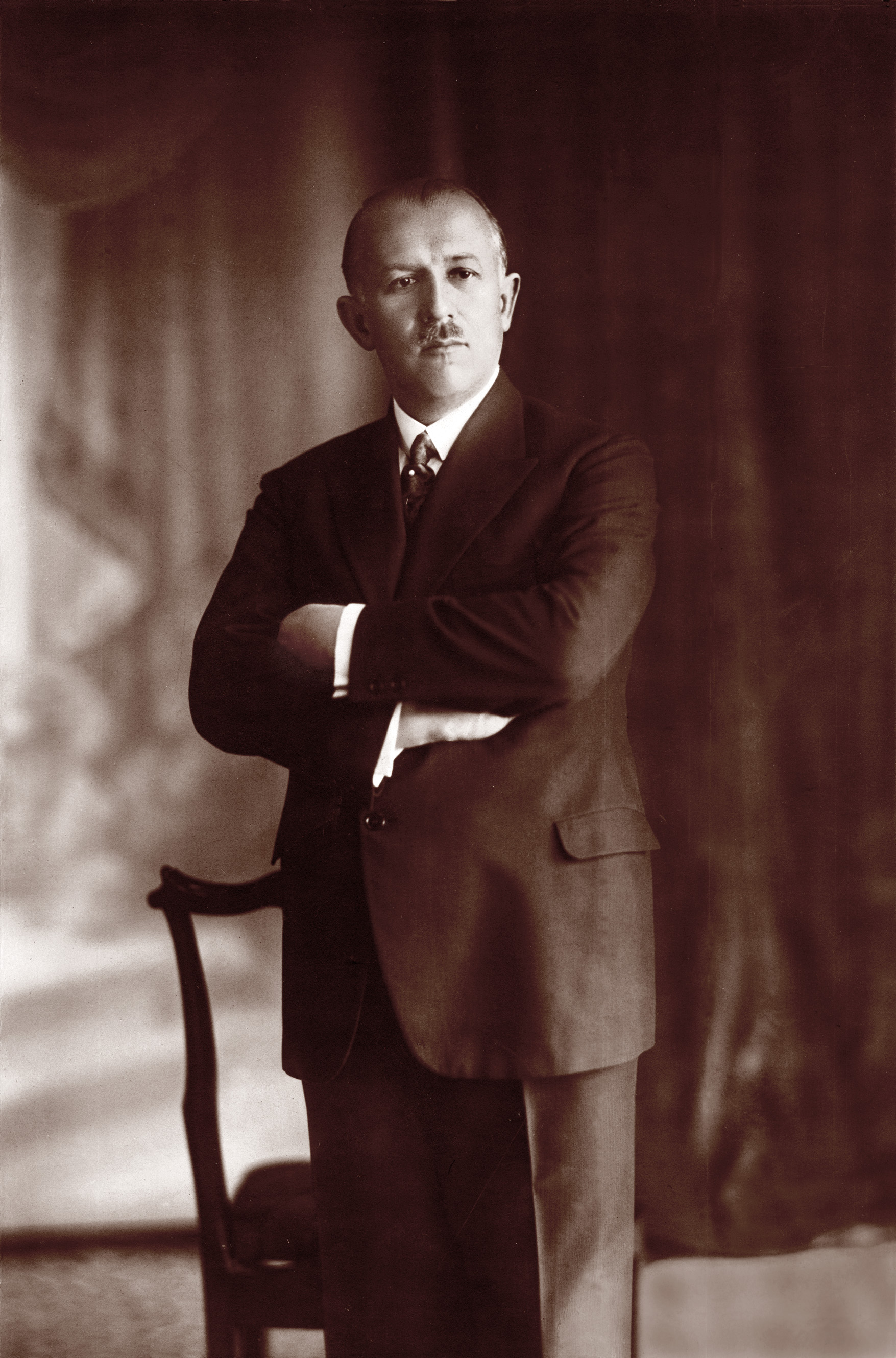
Kazimierz Bartel (1929)

Kazimierz Władysław Bartel (* 3. März 1882 in Lemberg, Österreich-Ungarn; † 26. Juli 1941 ebenda) war ein polnischer Politiker und Mathematiker, Rektor der Technischen Universität Lemberg (poln. Lwów), Sejm-Abgeordneter, Senator und Ministerpräsident Polens.

## Leben

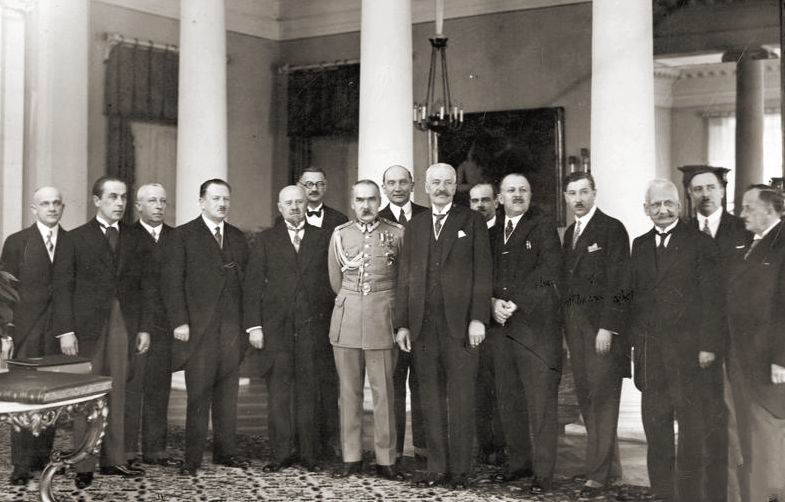
Das Kabinett unter Ministerpräsident Bartel am 29. Dezember 1929

Bartel besuchte ein Lemberger Gymnasium, studierte Maschinenbau an der dortigen Technischen Universität bis 1907 und promovierte dort 1914. Im Ersten Weltkrieg war er in die K.u.k. Armee berufen. Als Eisenbahningenieur war er am Aufbau des polnischen Eisenbahnnetzes beteiligt. Von 1922 bis 1930 war er Sejm-Abgeordneter, von 1926 bis 1930 führte er als Ministerpräsident dreimal Sanacja-Regierungen an. 1930 gab er sein Sejm-Mandat ab und widmete sich erneut der wissenschaftlichen Arbeit an der Technischen Universität seiner Heimatstadt, wo er in diesem Jahr Rektor und Doctor honoris causa wurde. Außerdem wurde er Mitglied der Polska Akademia Umiejętności (Polnische Akademie der Gelehrsamkeit).
1937 wurde er zum Senator gewählt. Im September 1939 koordinierte er als Führer des Bürgerkomitee die Verteidigung Lembergs gegen die deutschen Invasionstruppen. Nach dem Einmarsch der Roten Armee in Ostpolen wurde ihm weiterhin gestattet, an der Technischen Universität zu unterrichten. 1940 wurden er und einige weitere Professoren nach Moskau vorgeladen, wo man ihm einen Posten im Obersten Sowjet anbot. Diesen lehnte er jedoch ab.
Nach dem deutschen Einmarsch am 30. Juni 1941 fiel Bartel der AB-Aktion zum Opfer, er wurde im Gestapo-Gefängnis im Gebäude des ehemaligen Direktionsamts des Kraftwerkes in der Pełczyńska-Straße inhaftiert, wo man ihn zur Kollaboration als Regierungschef einer polnischen Marionettenregierung zwingen wollte. Nachdem er diese Forderung abgelehnt hatte, befahl Heinrich Himmler Bartels Hinrichtung. Bartel wurde am 26. Juli 1941 erschossen und an einem unbekannten Ort begraben, später jedoch, um jegliche Spuren zu verwischen, exhumiert und verbrannt.

## Schriften
- Kotierte Projektionen, B.G. Teubner Verlag Leipzig/Berlin 1933.
- Malerische Perspektive, B.G. Teubner Verlag Leipzig/Berlin 1934.

## Ehrungen
- Orden des Weißen Adlers (1932)
- Mitglied der Französische Ehrenlegion
- militärische Auszeichnungen: Virtuti Militari, Krzyż Walecznych und Krzyż Niepodległości